# 60P/Tsuchinshan
La comète Tsuchinshan 2, officiellement 60P/Tsuchinshan 2, est une comète périodique du système solaire, découverte le 11 janvier 1965 par l'observatoire de la Montagne Pourpre.